# The Road to Oz
The Road to Oz é o quinto livro cuja ação transcorre na Terra de Oz, escrito por L. Frank Baum e ilustrado por John R. Neill. Foi publicado originalmente em 10 de julho de 1909 e documenta a quarta visita de Dorothy a Oz.
O livro foi dedicado a Joslyn Stanton Baum, primeiro neto do autor e filho do filho mais velho de Baum, Frank Joslyn Baum.